# نادي بريشيا
نادي بريشياهو نادي كرة قدم إيطالي، تأسس في 1911، و يقع في مدينة بريشيا ، يلعب في الدوري الإيطالي. الملابس الرسمية للنادي باللونين الأزرق والأبيض.

## الإنجازات
- بطل الدوري الإيطالي الدرجة الثانية موسم 2018-2019 [4]